# Denkmalpflege

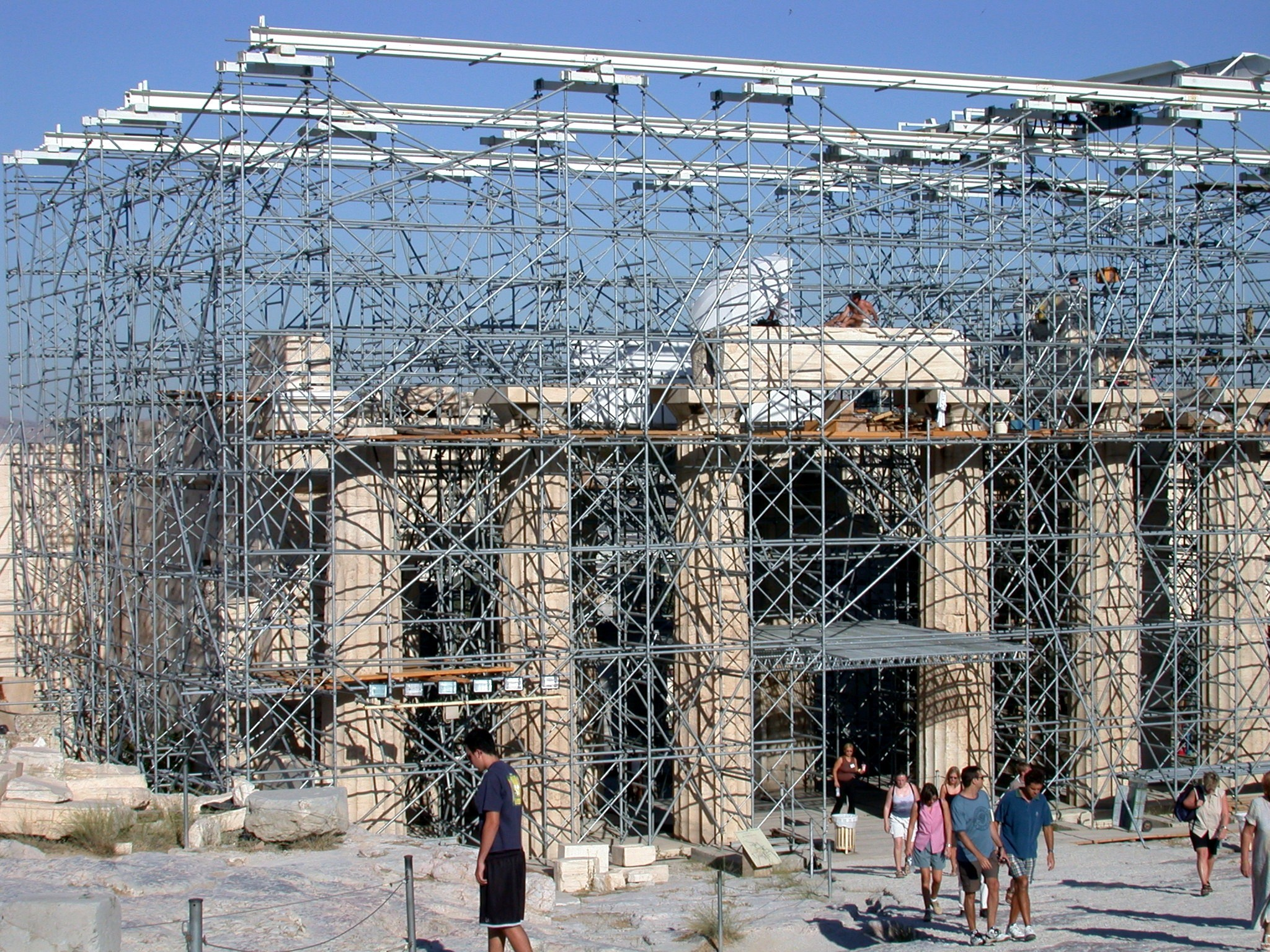
Baudenkmalpflege an den Propyläen der Akropolis (Athen)

Als Denkmalpflege bezeichnet man die geistigen, technischen, handwerklichen und künstlerischen Maßnahmen, die zur Bewahrung und Unterhaltung von Kulturdenkmalen erforderlich sind. Denkmalschutz dagegen umfasst die rechtlichen Anordnungen, Verfügungen, Genehmigungen, Auflagen oder Untersagungen, die Denkmalpflege sicherstellen.

## Aufgaben
Zugrunde liegende Aufgabe ist die Bestandsaufnahme, Sichtung und Katalogisierung von Denkmalen als Zeugnis vergangener Kulturgeschichte, also sowohl von geschützten als auch von schützungswürdigen Objekten. Dazu führen die Denkmalbehörden Denkmalinventare, Schnellerfassungslisten, Denkmallisten oder Denkmalverzeichnisse. Hinzu kommen teilweise Denkmaltopographien.
Baudenkmale, Ensembles, archäologische Stätten und Parks, mit denen die Menschen ihre Umwelt in geschichtlicher Zeit gestaltet und reflektiert haben, gehören zum kulturellen Erbe der Gesellschaft. Ebenso wie künstlerische Schöpfungen, Erfindungen und wissenschaftliche Entdeckungen sind Denkmale Gegenstände gemeinschaftlicher Erinnerung. Besonders an ihnen werden die geschichtlichen, politischen, sozialen und wirtschaftlichen Entwicklungen der Vergangenheit anschaulich und in unserer Lebensumwelt unmittelbar erfahrbar. Die Zeugnisfähigkeit und Aussagekraft der Denkmale ist dabei an ihre materielle Substanz gebunden. Die originale Bausubstanz in ihrem überkommenen Zustand zu erhalten, mitsamt den historischen Nutzungsspuren und bedeutenden Veränderungen, ist deshalb das erste Ziel der Baudenkmalpflege. Als geschichtliche Hinterlassenschaften menschlichen Wirkens spielen Denkmale eine Identität stiftende Rolle in der Gesellschaft. Die Denkmalpflege als öffentliches Interesse widmet sich der Aufgabe, dieses der Gemeinschaft übertragene Erbe an Bau-, Boden- und Gartendenkmalen für kommende Generationen zu bewahren und es vor Beschädigung oder Zerstörung zu schützen.
Eine wichtige Voraussetzung für den Erhalt von Baudenkmalen ist, dass sie kontinuierlich genutzt werden. Steht ein Gebäude längere Zeit leer, stellen sich Schäden ein und machen es schwer, den Bau in die Nutzung zurückzuholen. Die Denkmalpflege setzt sich für solche Nutzungen und eventuell dazu nötige zeitgenössische bauliche Ergänzungen ein, die ohne Beeinträchtigung der Denkmalaussage erreichbar sind.
International gesehen beschäftigt sich die UNESCO mit ihrer Partnerorganisation Blue Shield mit der Definition, der Inventarisierung, dem Schutz und auch der Wiederherstellung von Denkmalen als Zeugnisse vergangener Kulturgeschichte. Das bezieht sich auch auf militärische Konflikte. So werden zum Beispiel mit Unterstützung von lokalen Experten „No-strike lists“ erstellt, durch welche Konfliktparteien zur Schonung von Orten, die wertvolle Kulturgüter beherbergen, angehalten werden sollen.

## Geschichte der Denkmalpflege
Das Studium der Geschichte der Denkmalpflege ist hervorragend dazu geeignet, Sichtweisen der Denkmale und Methoden des Umgangs als historisch gebundenes Handeln zu verstehen und somit auch aktuelles Handeln von Denkmalpflege und Denkmalschutz kritisch zu reflektieren.
Das erste Land, in dem für die Denkmalpflege eine zentrale staatliche Behörde eingerichtet wurde, war Schweden. König Gustav II. Adolf verfügte im Gründungserlass für das Reichsantiquariatsamt von 1630, dass die Antiquare „allerlei alte Monumente und Sachen suchen und sammeln sollten, durch die das Vaterland illustriert werden kann, vornehmlich alle alten Runeninschriften […] sowohl in Büchern wie auf Steinen, zerbrochenen und ganzen, und dabei aufzeichnen, wie sie beschaffen sind, sorgfältig erforschen, wie viele in jedem Kirchspiel vorhanden sind, auch aufschreiben, was für Sagen es von jedem Stein gibt […]“. Der erste schwedische Reichsantiquar, Johannes Bureus, beschränkte sich aber nicht auf die Erfassung der Runeninschriften, sondern erweiterte seinen Auftrag auf historische Kirchen, Burgwälle und Grabmäler. 1662 wurde dann ein Erlass über alte Monumente und Antiquitäten im Reich öffentlich angeschlagen, das als das erste Denkmalschutzgesetz Schwedens und vielleicht Europas gilt. 1662 wurde zudem an der Universität Uppsala eine Professur für Altertümer eingerichtet. Ab 1667 begann die wissenschaftliche Inventarisation der Kulturdenkmäler, die auch veröffentlicht wurde. Schweden stand damit in der Denkmalpflege an der Spitze in Europa.
1798 wurde Ferdinand Franz Wallraf in Köln Conservateur des monumens nach Französischem Recht, ein Amt, das der Runderlass des Unterpräfekten vom 25. April 1807 auf den Schutz der Bodendenkmäler im damaligen Landkreis Köln ausdehnte.
Im Deutschen Reich wurde 1902 mit dem Gesetz, den Denkmalschutz betreffend im Großherzogtum Hessen das erste moderne Denkmalschutzgesetz Deutschlands verabschiedet.
Die Charta von Athen befasste sich 1931 mit den grundlegenden Prinzipien der Restaurierung und Zurschaustellung von Baudenkmalen. Ein Meilenstein in der Formulierung denkmalpflegerischer Grundsätze war die Charta von Venedig von 1964.
Das „Europäische Denkmalschutzjahr“ 1975 (offiziell: Europäisches Jahr des Architekturerbes, European Architectural Heritage Year (EAHY)) gilt vereinfacht als Beginn des gesellschaftlich verankerten Denkmalpflege-Bewusstseins. Besonders der Ensembleschutz wurde propagiert. In den 1970er Jahren führten viele deutsche Bundesländer neue Denkmalschutzgesetze ein. Auch in der DDR wurde 1975 ein Denkmalpflegegesetz erlassen (siehe Denkmalschutz in der DDR).
Denkmalpflege belastet in der Regel den Denkmaleigentümer und kann zu erheblichen finanziellen Verpflichtungen führen. Die Rechtmäßigkeit der Sonderbelastung des Denkmaleigentümers beruht in Deutschland im Rahmen der Zumutbarkeit auf Art. 14 Abs. 2 Satz 2 Grundgesetz, der Sozialbindung des Eigentums. Dies ist eine Beschränkung seines Eigentums.
Seit den 1990er Jahren scheint auch die Ökonomisierung Eingang in die Denkmalpflege gefunden zu haben und damit möglicherweise ein Paradigmenwechsel. Dies spiegelt sich unter anderem in der öffentlichen Meinung und besonders in der Politik mit entsprechenden Gesetzesnovellierungen wider. Dabei wird der kulturpolitischen Bedeutung des archäologischen und bauhistorischen Erbes immer weniger Rechnung getragen.

## Maßnahmen, Methoden und Prinzipien der Denkmalpflege

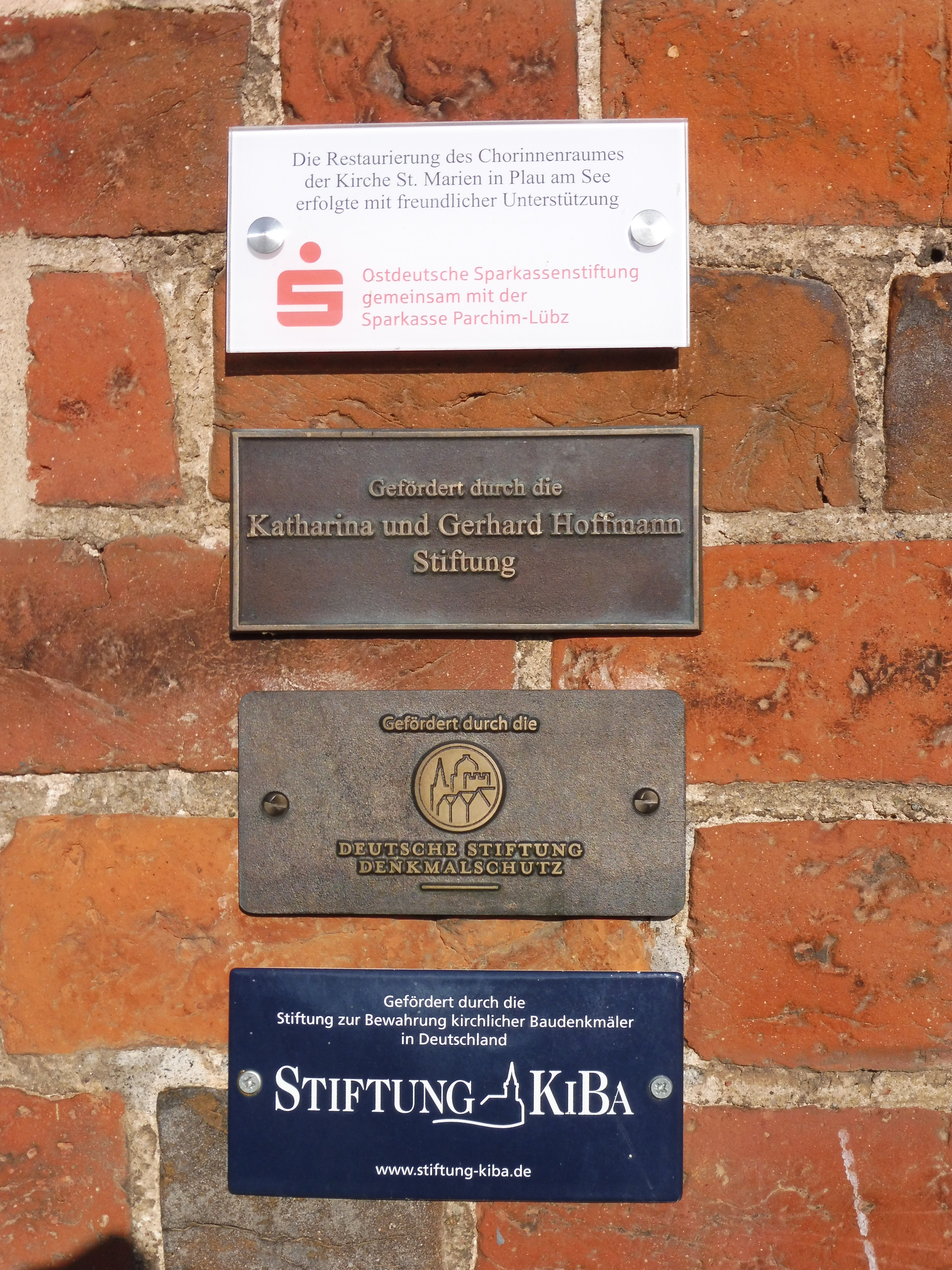
Restaurierungsförderer der Pfarrkirche St. Marien (Plau am See) (Foto: 2018)

Denkmalpflege beurteilt den Zustand von Kulturdenkmälern und entscheidet über gegebenenfalls zu ergreifende Maßnahmen des Unter- oder Erhalts. In der Regel ist behördlicherseits die entsprechende wissenschaftliche und technische Kompetenz, und die finanzielle Förderung bei der zuständigen Denkmalbehörde konzentriert. Rechtliche Rahmenbedingung sind in Deutschland entsprechend der Kulturhoheit der Länder die Denkmalschutzgesetze der Bundesländer.
Bei jedem Kulturdenkmal ist im Falle von anstehenden Maßnahmen individuell zu entscheiden, wie es dauerhaft erhalten werden kann. Die wesentlichen methodischen Vorgehensweisen sind in der Charta von Venedig festgehalten. Allerdings gibt es weite Interpretations- und Ermessensspielräume, die bisweilen nicht immer offensichtlich dem Primärziel der zeugnishaften Erhaltung von Denkmalenen dienen. Der Denkmalpfleger und Architekt Hermann Wirth von der Bauhaus-Universität Weimar meinte dazu kritisch: „Der in diesem Zusammenhang auch verwendete Begriff Sanierung hat mit Denkmalpflege meistens gar nichts zu tun.“
Sanierung ist kein denkmalspezifischer Begriff und wird in keinem der Denkmalschutzgesetze erwähnt. Mit Sanierung ist keine spezifische Maßnahme gemeint. Der eigentlich aus der Medizin stammende Begriff war einem grundlegenden Wandel unterzogen und steht im Bauwesen heute im Allgemeinen für Modernisierung, was also über die denkmalpflegerische Instandsetzung hinausgeht.
Die wesentlichen Methoden oder Maßnahmen der Denkmalpflege sind:

### Kontrollierter Verfall
Keine oder nur sehr geringe Eingriffe. Um 1800 und um 1900 vor allem bei Burgruinen ein gängiges Konzept, gegenwärtig vor allem bei großen Industrieanlagen angewandt als kontrollierter Verfall.

### Sicherung
Grundlegende Sicherungsmaßnahmen, um den weiteren Verfall des Denkmals zu stoppen. Dazu gehören etwa das kurzfristige Schließen von Löchern im Dachbereich (u. a. mit Planen, Sperrholz, Blech) und in Regenrinnen, das Stoppen von eindringender Feuchtigkeit, die Sicherung von Bauteilen die herabzustürzen drohen durch Netze, das Abstützen und der Schutz vor Vandalismus durch einzäunen des Denkmals und vernageln von Fenstern und Türen.

### Instandhaltung
Reinigungs- und Pflegearbeiten am Denkmal. Hierzu gehören das Befestigen von Dachziegeln, Ausfugung, Streichen von Fenstern usw. Dieses Pflege-Konzept gab der Denkmalpflege ihren Namen.

### Konservierung
Erhaltung und Sicherung des historisch-materiellen Bestandes. Das Ziel einer Konservierung ist die Bewahrung des originalen Zustandes und Erscheinungsbildes zum Zeitpunkt der Maßnahme und wird durch Reinigung, Pflege oder behutsame Festigung des historischen Materials (siehe beispielsweise Steinkonservierung) erreicht. Eine weitere Möglichkeit der Konservierung von Kulturdenkmalen besteht darin, Bodendenkmäler oder Baudenkmäler mittels Schutzbauten vor Witterung und Verfall zu bewahren. Ein Beispiel dafür ist der Schutzbau über der Goldenen Pforte des Freiberger Doms in Sachsen.

### Instandsetzung
Alle Maßnahmen, die dazu dienen, originale Substanz zu sichern und zu erhalten, indem der ursprüngliche Zustand und Gebrauchswert oder ein ursprüngliches Erscheinungsbild wiederhergestellt wird. Die folgenden Begriffe beschreiben die graduellen Unterschiede:
Restaurierung
Wiederherstellung der ursprünglichen Gebrauchsfähigkeit unter Bewahrung originaler Substanz. Die Rückführung auf einen „Originalzustand“ ist nicht das Ziel einer Restaurierung.
Renovierung
Erneuerung des Erscheinungsbildes, z. B. durch einen Neuanstrich oder Ersatz eines abgenutzten Bodenbelags. Der Begriff der Renovierung spielt im engeren Sinne der Denkmalpflege keine Rolle.

### Rekonstruktion

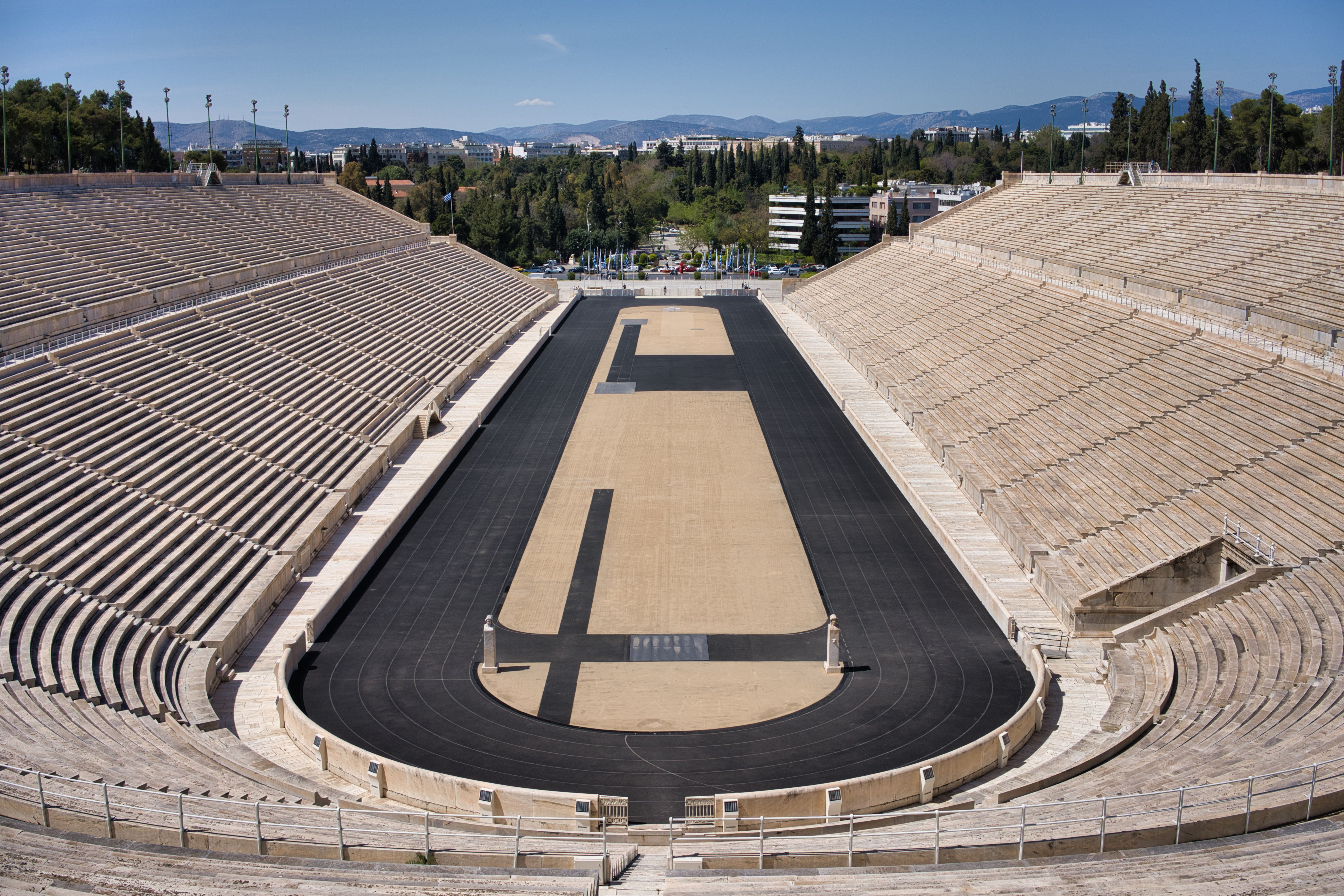
Rekonstruktion aus dem 19. Jahrhundert: Das antike Athener Panathinaiko-Stadion wurde zu den Olympischen Sommerspielen 1896 wiederaufgebaut (Foto:2021)

Wiederherstellen eines verloren gegangenen Erscheinungsbildes, von Bauteilen oder von ganzen Bauten möglichst auf der Grundlage gesicherter Baubefunde (mit Ergebnissen der Historischen Bauforschung) oder auf der Grundlage schriftlicher und bildlicher Quellen.
Vollständig rekonstruierte Objekte gelten als Neuschöpfungen und stellen für die Denkmalpflege eine Ausnahmesituation dar. Sie sind oft keine Kulturdenkmäler mehr (abhängig vom Eintragungsstatus in die Denkmallisten), doch kann ihnen mit der Zeit unter besonderen Umständen durchaus wieder ein neuer Denkmalwert zuwachsen. Ein bekanntes Beispiel ist das Knochenhaueramtshaus in Hildesheim.
Abweichend wurde im Sprachgebrauch der DDR unter Rekonstruktion generell jede Art die Instandsetzung oder Modernisierung (unabhängig vom Denkmalwert) verstanden.

### Anastilosis (Anastylose)
Anastilosis bezeichnet die partielle Wiedererrichtung bzw. Zusammensetzung eines verfallenen historischen Bauwerks unter Verwendung seiner originalen Bauteile. Der Begriff wird regelmäßig nur bei der Wiederaufrichtung antiker Bauten oder Bauteile verwendet, z. B. beim Wiederaufrichten umgestürzter Säulentrommlen. Ein bekanntes Beispiel ist die Celsus-Bibliothek in Ephesos.

### Translozierung
Translozierung meint Gebäudeversetzung. Bei der Translozierung wird das Gebäude dokumentiert, abgebaut und anschließend möglichst originalgetreu an anderer Stelle wiederaufgebaut. Diese Rekonstruktion an anderer Stelle ist oft eine Notmaßnahme bei drohendem Totalverlust. Die Substanzeingriffe durch Ab- und Wiederaufbau sind in der Regel enorm, wenn nicht der Weg der sehr aufwändigen Ganzgebäude-Translozierung gewählt wird. Da ein Kulturdenkmal seinen Denkmalwert in gewissem Maß durch den – auch örtlichen – historischen Kontext, in dem es entstanden ist, bezieht, kann das versetzte Objekt seine Denkmaleigenschaft und den amtlichen Denkmalschutz verlieren.

### Reversibilität
→ Hauptartikel: Reversibilität (Denkmalpflege)
Reversibilität beschreibt als denkmalpflegerisches Prinzip, dass ein Eingriff unter weitgehender Erhaltung der denkmalwerten Substanz rückgängig gemacht werden kann. Ein Eingriff, der diese Maxime erfüllt, ist reversibel. 

## Bodendenkmalpflege

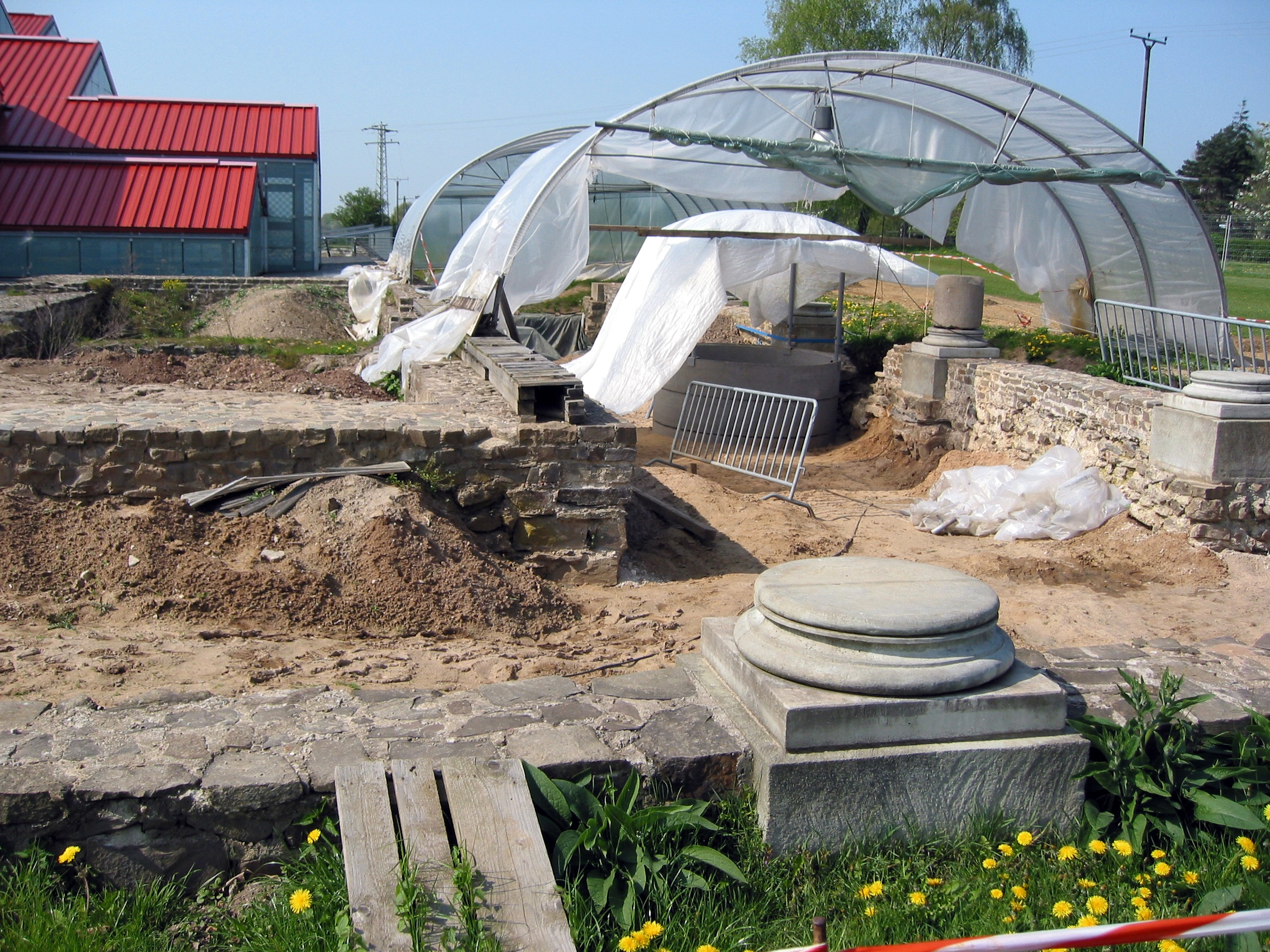
Ausgrabung im Archäologischen Park Xanten (2005)

Die Bodendenkmalpflege befasst sich mit Bodendenkmälern, also unbeweglichen oder beweglichen Denkmälern, die sich im Boden befinden oder befanden. Die Bodendenkmalpflege wird unterteilt in archäologische Denkmalpflege und paläontologische Denkmalpflege.
Die Aufgaben der Bodendenkmalpflege reichen von der systematischen Bestandserfassung und Inventarisation (mittels Begehungen, Luftbildinterpretation, Bauaufnahme usw.), Überprüfung geplanter Baumaßnahmen auf bodendenkmalpflegerische Relevanz, Voruntersuchung (Prospektion), Ausgrabungen (planmäßig oder als Notgrabung bei Zerstörung durch Baumaßnahmen), Restaurierung und Katalogisierung geborgener Objekte, der wissenschaftlichen Aufarbeitung und Veröffentlichung der gefundenen Ergebnisse bis zu deren Präsentation.

## Bau- und Kunstdenkmalpflege

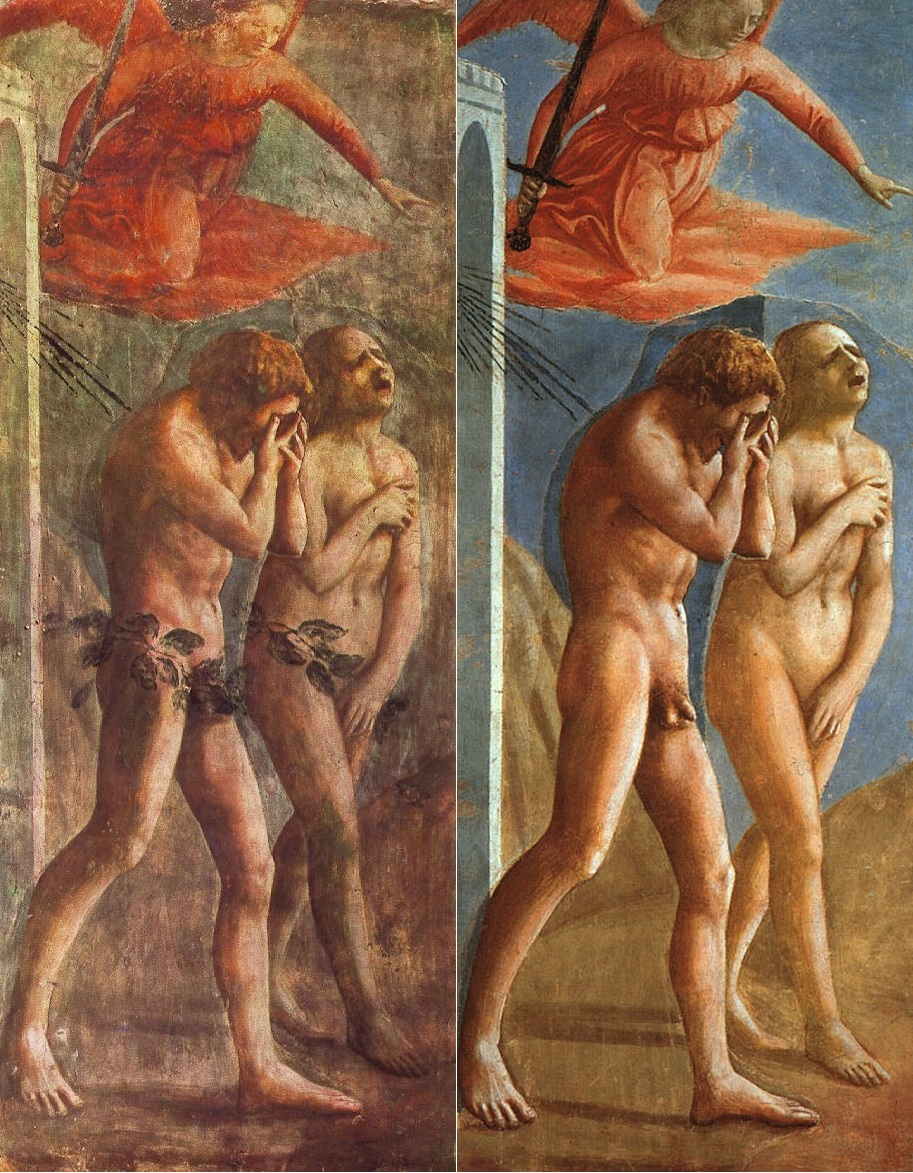
Fresko von Masaccio: „Vertreibung aus dem Paradies“, vor und nach der Restaurierung

Die Bau- und Kunstdenkmalpflege ist eine praktisch-angewandte Disziplin der Kunstgeschichte und der Architekturgeschichte. Sie nimmt innerhalb der Denkmalpflege einen breiten Raum ein.
Der preußische Baubeamte und Architekt Karl Friedrich Schinkel forderte bereits im frühen 19. Jahrhundert Schutzbehörden für Kunstdenkmäler. In Frankreich gilt Viollet-le-Duc als Begründer der Restaurierung im historisierenden Stil, die um 1830 einsetzte. In Preußen gab es 1843 den ersten Konservator, auch Denkmalpfleger genannt. 1850 wurde in Österreich die K.k. Central-Commission zur Erforschung und Erhaltung der Baudenkmale gegründet. Sie war dem Ministerium für Handel und Gewerbe unterstellt.
Baron Charles de Graimberg (1774–1864/65?), der „Retter“ des Heidelberger Schlosses, gilt zumindest in Deutschland als der erste offiziell beauftragte Denkmalpfleger. Dank seiner Bild-Veröffentlichungen setzten staatliche Bemühungen in Baden ein, die Ruine vor weiterem Raubbau zu schützen.
1911 wurde in Preußen die Zentralkommission zur Erforschung und Erhaltung der Baudenkmäler zum Staatsdenkmalamt umgewandelt. Dieses wurde in zwei Bereiche unterteilt: einen kunsthistorisch-technischen Bereich, der sich mit Denkmalpflege beschäftigte und einen juristisch-administrativen Bereich, der für die rechtlichen Grundlagen zuständig war.

## Gartendenkmalpflege

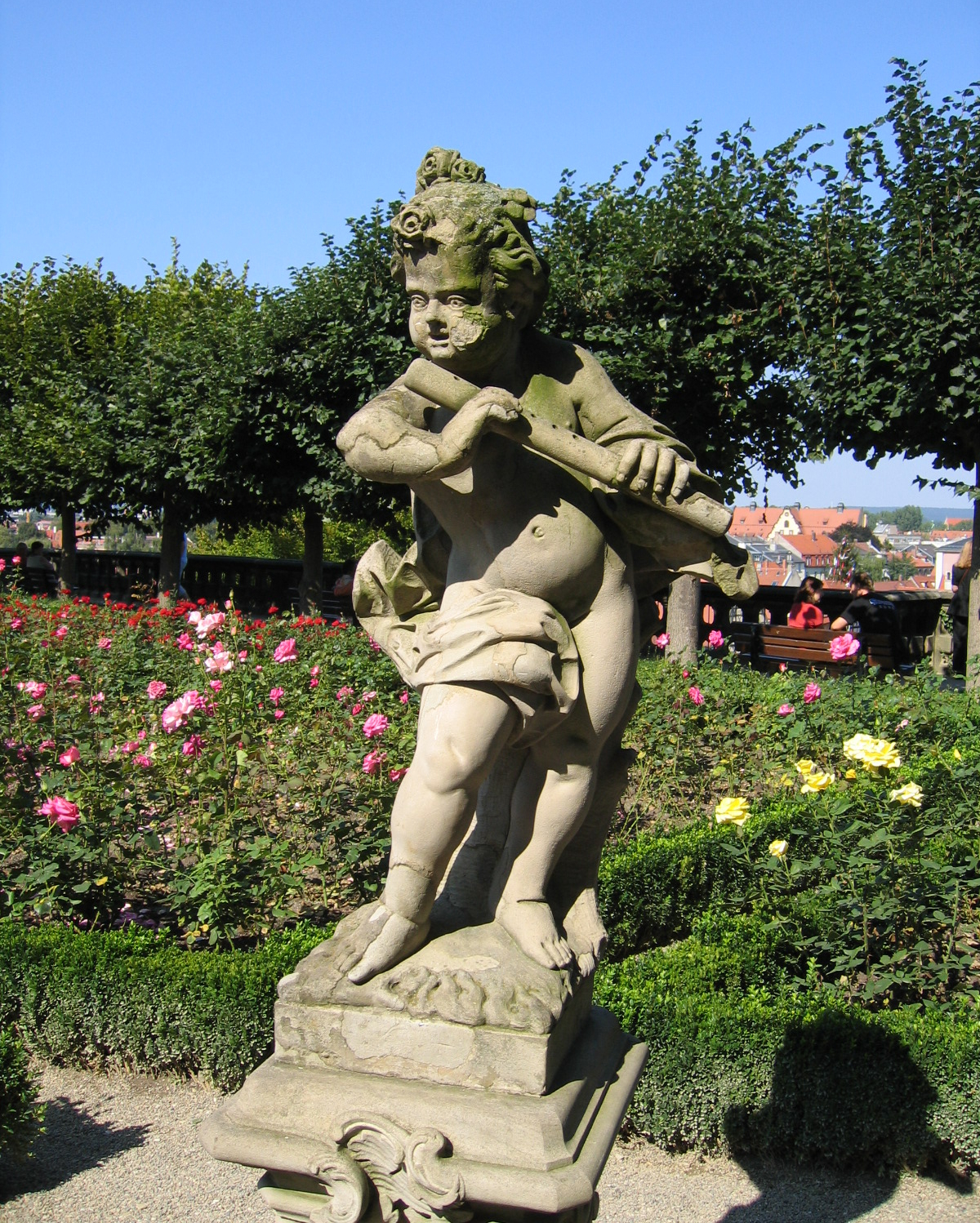
Gartendenkmalpflege: Wiederhergestellter Rosengarten der Neuen Residenz, Bamberg (Foto: 2005)

Die Gartendenkmalpflege ist erst seit wenigen Jahrzehnten als ein eigenes Fachgebiet der Denkmalpflege etabliert. Sie wird rechtlich – wie die Landschaftsarchitektur zum Bauwesen – zur Baudenkmalpflege gezählt.

## Städtebauliche Denkmalpflege

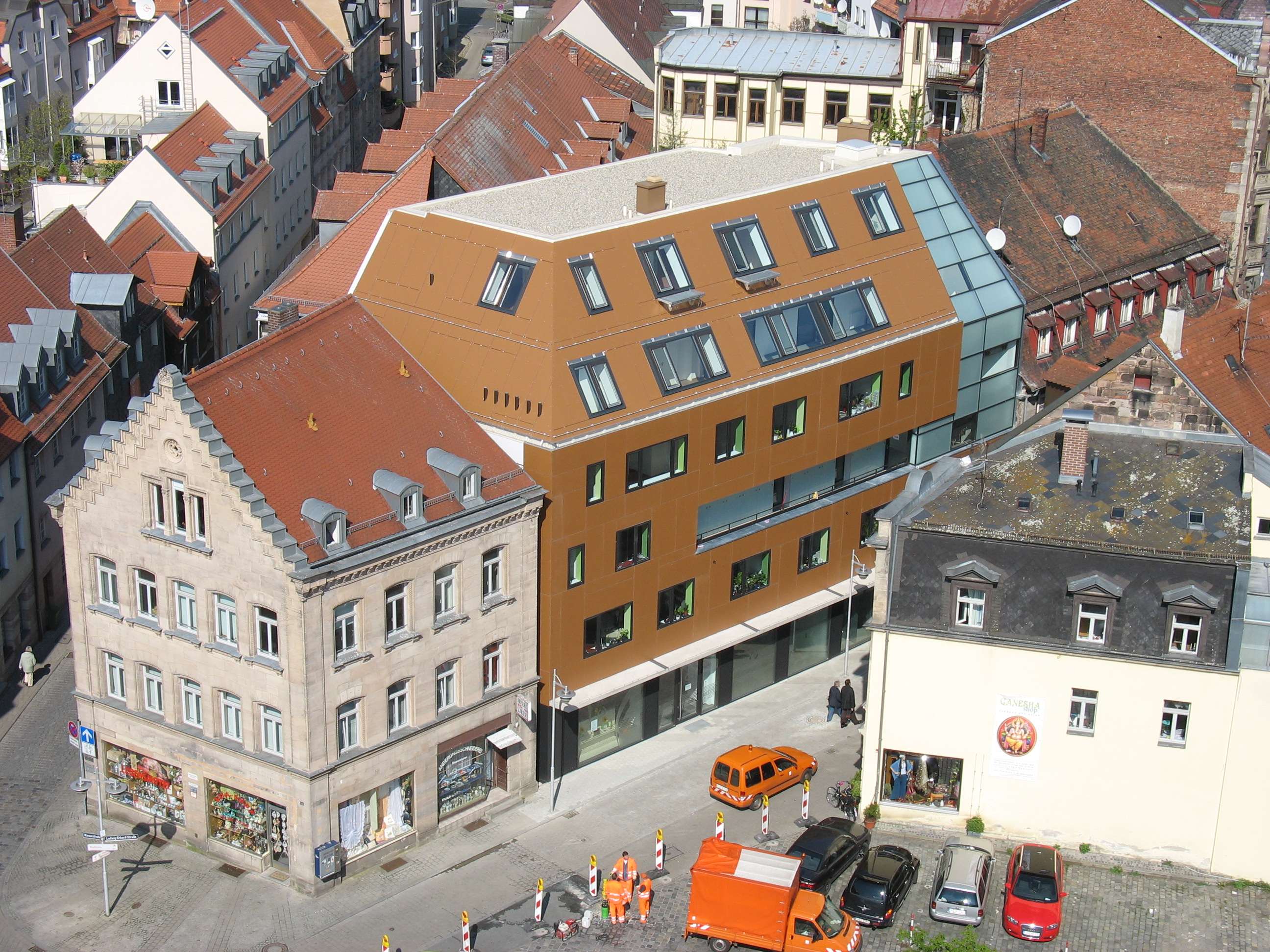
Baudenkmal und umstrittener Neubau in Fürth (Foto: 2008)

Baudenkmale oder Denkmalensembles steht immer in einem räumlichen, d. h. städtebaulichen Kontext. Die städtebauliche Entwicklung soll Rücksicht auf Baudenkmäler und ihre Umgebung nehmen, um deren Denkmalaussage, Erscheinungsbild und Wirkung nicht zu beeinträchtigen. Deshalb haben Städte mit großen historischen Baubeständen häufig Satzungen und Pläne zum Schutz der Silhouette, der Dachlandschaften und Fassadengestaltungen entwickelt. Dazu kann auch der Erhalt historischer Platz- und Straßenzüge gehören. Die Festschreibung des Verlaufs der Gebäudefronten sichert zugleich auch die historischen Straßenräume. Eines der Instrumente zur historischen Analyse des Stadtgrundrisses ist die Historische Ortsanalyse, Stadtbildanalyse oder Stadtmorphologie.
Bei besonders wichtigen historischen Gebäuden und Ensembles sind Schutzzonen oder Pufferzonen erforderlich, die das Bauen in der Umgebung begrenzen und regeln. So hat z. B. die UNESCO von der Stadt Köln Schutzzonen für das Weltkulturerbe Kölner Dom gefordert, oder erkennt Dresden den Status wegen gewisser Bautätigkeiten wieder ab.
Städtebaulicher Denkmalschutz dient dem Schutz von historischen Stadtkernen. Durch das Städtebauförderungs-Programm Städtebaulicher Denkmalschutz werden in Deutschland von Bund, Ländern und Kommunen ausgewählte historische Siedlungen und Stadtgebiete gefördert, um eine denkmalgerechte Stadtsanierung zu bewirken.

## Kulturlandschaftsschutz
Der Kulturlandschaftsschutz bzw. der Schutz historischer Kulturlandschaften ist ein interdisziplinäres Arbeitsfeld von Landschaftsplanung, Naturschutz und Denkmalpflege. Seit den 1990er Jahren ist dieses Arbeitsfeld wieder verstärkt in das Blickfeld von Forschung und Praxis gerückt. In der Denkmalpflege werden darunter in der Regel Mehrheiten von Bau- oder Bodendenkmalen und/oder deren Umgebung verstanden (Umgebungsschutz, Gesamtanlage). Das umfangreichste Inventar von Kulturlandschaftselementen stellt derzeit das im Aufbau befindliche KLEKs – Kulturlandschaftselementekataster der Hochschule Neubrandenburg dar, das primär für Zwecke der Landschaftsplanung und Heimatforschung entwickelt wurde. Das Landesamt für Denkmalpflege Hessen und der Landschaftsverband Rheinland betreiben seit 2010 mit KuLaDig (Kultur. Landschaft. Digital.) ein gemeinsames Internet-Portal, das über Texte, Karten und Bilder Informationen über Objekte und Räume des landschaftlichen kulturellen Erbes allgemein zugänglich macht.

## Historische Bauforschung

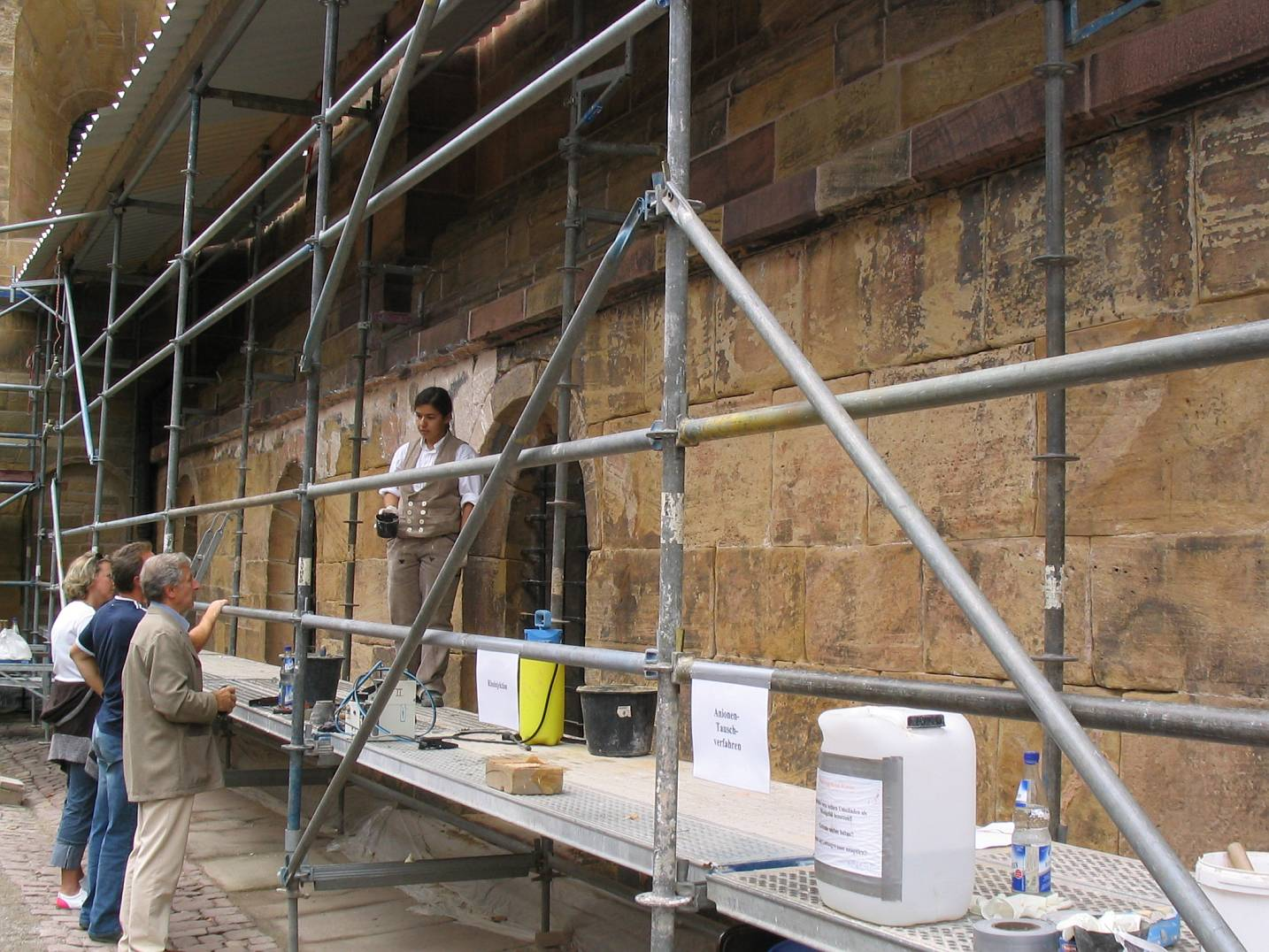
Restaurierungsarbeiten am Dom in Speyer

Die Bauforschung dient der wissenschaftlichen Untersuchung der Bau- und Nutzungsgeschichte anhand der Substanz eines Bauwerks. Ihr Ziel ist die Klärung von Bau- und Umbaugeschichten und mittelbar die Einschätzung des historischen Wertes. Die dokumentierten und ausgewerteten dienen als Grundlage angemessener Maßnahmen der Denkmalpflege.
Bei der Bauforschung geht man schrittweise vor, meist steht am Anfang eine maßstabsgerechte, meist sogar verformungsgenaue Zeichnung, die sogenannte Bauaufnahme. Diese vermittelt Erkenntnisse über die Morphologie des Bauwerks und des Schadensbildes. Ein weitergehender Schritt für die Erfassung von Gebäudestrukturen im Innern ist das Raumbuch, eine zeichnerische, photographische und beschreibende Dokumentation, die systematisch raumweise vorgenommen wird.
Zusätzlich zur reinen Objektuntersuchung der Bauforschung kann die Auswertung von sonstigen Geschichtsquellen (Archivalien, Plänen, Abbildungen usw.) weitere wichtige baugeschichtliche Erkenntnisse erbringen, die in einer Dokumentation ein Gesamtbild zur Geschichte und Bedeutung eines Baudenkmals ergeben.

## Aktuelle Lage der Denkmalpflege

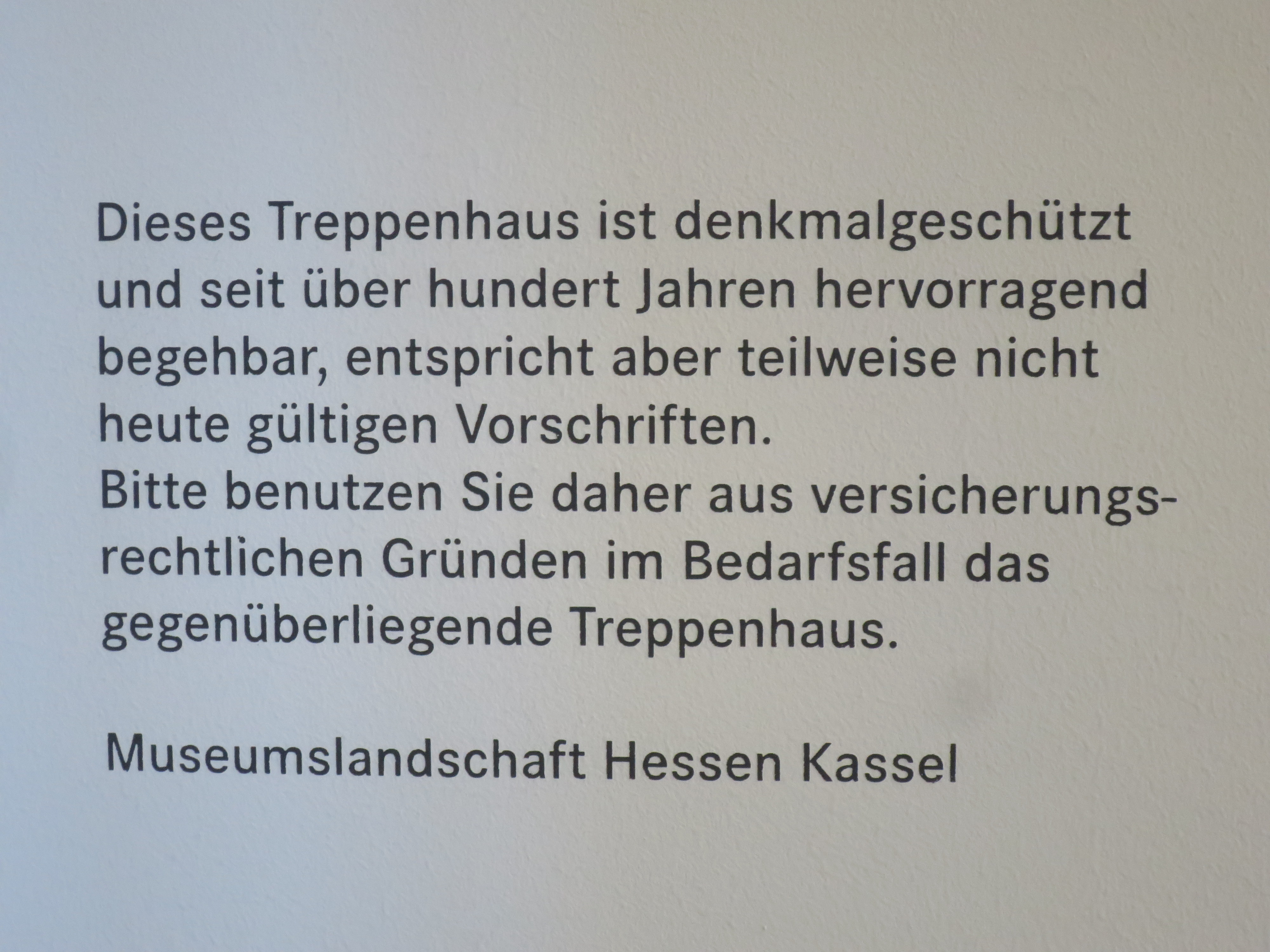
Konfliktfall: Modernes Baurecht und historische Bausubstanz

Derzeit stoßen die Denkmalämter in Deutschland aufgrund der finanziell angespannten Finanzsituation und ihrer personellen Ausstattung an Grenzen ihrer Handlungsfähigkeit und Belastbarkeit. Zahlreiche Fachbehörden verloren in den letzten Jahren ihre wissenschaftliche Eigenständigkeit und ihre damit verbundene unabhängige Position, einige Fachämter wurden aufgelöst. Auch die in den Kommunen für den Vollzug der Denkmalschutzgesetze zuständigen Denkmalschutzbehörden unterliegen ständiger Personalknappheit und sind nicht selten politischen Einflussnahmen ausgesetzt. Umso mehr gefordert sind und gefördert werden bürgerschaftliches Engagement.
26 Resolutionen des Europarats befassen sich mit verschiedenen Aspekten der Denkmalpflege. Die Umsetzung der Resolutionen gestaltet sich schwierig. Derzeit wird an einer gemeinsamen europäischen Plattform gearbeitet, da die grenzüberschreitende fachliche Zusammenarbeit noch zu wünschen übriglässt. Im April 2006 wurde in London auf Einladung von English Heritage von Leitern von Denkmalämtern aus 23 europäischen Staaten ein European Heritage Heads Forum (kurz EHHF) gebildet. Es soll jährlich als gemeinsame Lobby zu einem Gedankenaustausch tagen, gemeinsame Workshops und Aktionen organisieren und bestehende Netzwerke zwischen Denkmalpflege und Tourismus stärken und ausbauen.

## Förderung des Denkmalpflegegedankens

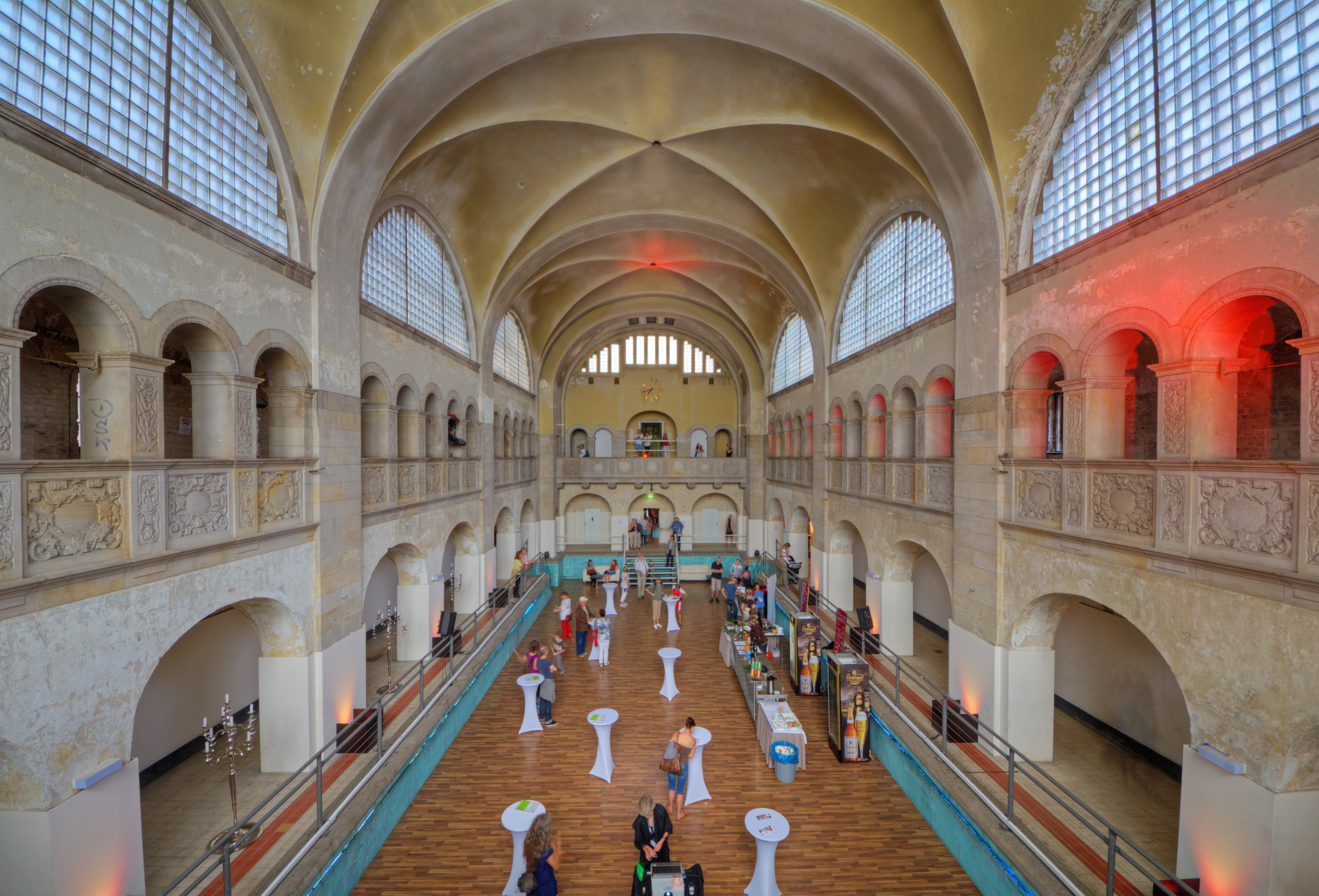
Tag des offenen Denkmals 2012 im Stadtbad Prenzlauer Berg in Berlin

Private Organisationen wie die Deutsche Stiftung Denkmalschutz fördern das Interesse und das Verständnis der Bürgerschaft an Denkmalpflege und Denkmalschutz durch Veranstaltungen und Veröffentlichungen; teilweise sind sie auch auf dem Gebiet der finanziellen Zuschüsse tätig.
Im September jeden Jahres werden die von der Europäischen Union eingeführten European Heritage Days durchgeführt, um im Bewusstsein der Bürger die kulturelle Bedeutung von Denkmalen im Sinne „lebendiger Geschichte“ zu verankern. Jährlich gibt es dazu ein anderes Thema.
In Deutschland heißt diese Veranstaltung Tag des offenen Denkmals, in Österreich Tag des Denkmals. Auch die Schweiz ist mit dem Europäischen Tag des Denkmals an dieser Aktion beteiligt.
Auf europäischer Ebene existiert mit Europa Nostra außerdem ein nationenübergreifender Verbund für die Verbreitung des Denkmalschutz-Gedankens, der mit European Union Prize for Cultural Heritage / Europa Nostra Awards veranstaltet und damit die höchste Auszeichnung für Denkmalschutz auf europäischer Ebene vergibt.

## Ausbildung, Forschung und Lehre im deutschsprachigen Raum
Denkmalpflege ist Gegenstand verschiedener Handwerksberufe, so der Steinmetze und speziell in Bayern der sogenannten Kirchenmaler. Der Beruf des Restaurators ist nicht in allen Bundesländern geschützt, mittlerweile wurde in München ein eigenständiger Lehrstuhl dazu eingerichtet.
Der Beruf des selbständigen Fensterhandwerkers ist auf die denkmalgerechte Fensterinstandsetzung spezialisiert und erst Ende der 1990er Jahre von Schweden nach Deutschland gelangt. Dieses noch junge Berufsbild ist in Deutschland nicht gesetzlich geschützt und wird von Fensterhandwerkern an selbständige Handwerker angrenzender Berufsbilder weitervermittelt. Speziell für Denkmalpflege sind etliche fächerübergreifende Aufbaustudiengänge eingerichtet worden, so in Bamberg, Hildesheim und Potsdam. Die Studiengänge in München und Dresden wurden inzwischen wieder aufgegeben.
Hochschulen in Deutschland mit Denkmalpflege-Studiengängen
- Hochschule Anhalt: Masterstudium Heritage Management (deutschsprachig) sowie Masterstudium Monumental Heritage (englischsprachig)
- Universität Bamberg: Masterstudium Denkmalpflege
- Technische Universität Berlin: Masterstudium Historische Bauforschung und Denkmalpflege
- BTU Cottbus: Masterstudium Bauen und Erhalten sowie Masterstudium World Heritage Studies
- Technische Universität Dresden: Masterstudium Denkmalpflege und Stadtentwicklung
- Europa-Universität Viadrina in Frankfurt (Oder): Schutz Europäischer Kulturgüter
- Martin-Luther-Universität Halle-Wittenberg: Masterstudiengang Denkmalpflege[26]
- HAWK Hildesheim: Vertiefungsrichtung Bauen im Bestand/Baudenkmalpflege
- Karlsruher Institut für Technologie (KIT): Masterstudiengang Altbauinstandsetzung
- Technische Universität München: Lehrstuhl für Baugeschichte, Historische Bauforschung und Denkmalpflege
- Hochschule RheinMain Wiesbaden: Bachelorstudiengang Baukulturerbe
- Hochschule RheinMain Wiesbaden: Masterstudiengang Baukulturerbe (Ab Wintersemester 2020)
- Hochschule Wismar: Fernstudiengang Master Bauen mit Bestand
- Fachhochschule Potsdam im Studiengang Architektur und Städtebau des Fachbereichs Stadt | Bau | Kultur: Masterstudiengang Bauerhaltung
- Ostbayerische Technische Hochschule (OTH) Regensburg: Master Historische Bauforschung

Die Denkmalpflege hat in der deutschen Hochschullandschaft den Status eines kleinen Fachs. Laut der Arbeitsstelle Kleine Fächer gibt es (Stand Dezember 2020) neun eigenständige Lehrstühle für Denkmalpflege an acht deutschen Universitäten. Im Jahr 1997 waren es noch sieben Professuren an sieben Standorten.